# Salvatore Aronica
Salvatore Aronica est un footballeur italien né le 20 janvier 1978 à Palerme devenu entraîneur.
Surnommé Il Lucchetto Palermitano, il joue au poste de défenseur gauche.

## Palmarès
- SSC Naples :
  - Vainqueur du Trophée Ciudad de Palma en 2011.
  -  Vainqueur de la Coupe d'Italie en 2012.